# Wellesley College
Il Wellesley College è un college femminile di arti liberali nella città di Wellesley, Stati Uniti, a ovest di Boston. Fu progettato dalla Ware & Van Brunt, i cui soci erano Henry Van Brunt e William Robert Ware

## Storia
Il Wellesley College è uno dei "Seven Sisters colleges" originali, un gruppo di college femminili indipendenti fondati dalla Ivy League, precedentemente solo maschile. Fu teatro del film Mona Lisa Smile di Mike Newell del 2003 con Julia Roberts protagonista nella parte della professoressa di storia dell'arte Katherine Anne Watson.
Le lezioni cominciarono nel 1875, con 18 laureate nel 1879. Nei successivi 25 anni, è cresciuto da un'istituzione nascente a una comunità accademica vibrante con un curriculum arricchito nelle scienze principali e l'arrivo di illustri membri della facoltà come Mary Whiton Calkins, pioniera della psicologia, Emily Greene Balch, Premio Nobel per la Pace, e Katharine Lee Bates, autrice di "America the Beautiful".
Nel 1914, un incendio distrusse la College Hall, ma il Wellesley College si riprese, costruendo nove nuovi edifici nei successivi 17 anni e trasferendo il centro accademico sulla collina di Norombega.
Durante la seconda guerra mondiale, il college fu coinvolto nella formazione militare e la presidente Mildred McAfee guidò le WAVES (Women's Reserve of the U.S. Navy). Alcuni programmi post-baccalaureato furono abbandonati dopo la guerra, mentre la moderna istruzione di Wellesley continuava a svilupparsi.
Tra il 1941 e il 1948, lo scrittore russo Vladimir Nabokov insegnò a più riprese letteratura comparata. Negli stessi anni fondò il dipartimento di letteratura russa del college.
Tra gli illustri laureati di Wellesley, ricordiamo Madeleine Korbel Albright e Hillary Clinton. Negli anni '60, il curriculum subì un'ulteriore revisione, consolidando l'approccio basato sulle arti liberali. Dal 1968, i programmi di scambio con istituti come il MIT hanno ulteriormente ampliato le opportunità educative per gli studenti di Wellesley.